# Riddlesworth Hall
A Escola Preparatória de Riddlesworth Hall é uma instituição educacional independente para meninas, localizada em Diss, Norfolk, Inglaterra. Foi fundada em 1946. A falecida Diana, Princesa de Gales estudou em Riddlesworth de 1966 a 1974.